# Tour der neuseeländischen Rugby-Union-Nationalmannschaft nach Irland und Großbritannien 1974
| Tour der All Blacks nach Irland und Großbritannien 1974 | Tour der All Blacks nach Irland und Großbritannien 1974 | Tour der All Blacks nach Irland und Großbritannien 1974 | Tour der All Blacks nach Irland und Großbritannien 1974 | Tour der All Blacks nach Irland und Großbritannien 1974 |
| Übersicht                                               | S                                                       | G                                                       | U                                                       | N                                                       |
| ------------------------------------------------------- | ------------------------------------------------------- | ------------------------------------------------------- | ------------------------------------------------------- | ------------------------------------------------------- |
| Test Matches                                            | 1                                                       | 1                                                       | 0                                                       | 0                                                       |
| Sonstige Spiele                                         | 7                                                       | 6                                                       | 1                                                       | 0                                                       |
| Gesamt                                                  | 8                                                       | 7                                                       | 1                                                       | 0                                                       |
|                                                         |                                                         |                                                         |                                                         |                                                         |
| Irland                                                  | 1                                                       | 1                                                       | 0                                                       | 0                                                       |

Die Tour der neuseeländischen Rugby-Union-Nationalmannschaft nach Irland und Großbritannien 1974 umfasste eine Reihe von Freundschaftsspielen der All Blacks, der Nationalmannschaft Neuseelands in der Sportart Rugby Union. Das Team reiste im November 1974 durch Irland, Wales und England, wobei es acht Spiele bestritt. Dazu gehörte ein Test Match gegen die irische Nationalmannschaft. Die Neuseeländer entschieden sieben Spiele für sich und mussten ein Unentschieden hinnehmen.
Die Tour fand im Rahmen der Feierlichkeiten zum hundertjährigen Bestehen der Irish Rugby Football Union statt. Sechs der acht Spiele wurden in Irland ausgetragen, wobei der Höhepunkt das Test Match gegen die irische Nationalmannschaft war. Anschließend reisten die All Blacks nach Wales, wo sie gegen eine Mannschaft antraten, die zwar die Bezeichnung Wales XV trug, in Wirklichkeit aber ein vollwertiges walisisches Team war. Obwohl weder der walisische noch der neuseeländische Verband diese Begegnung als Test Match betrachteten, handelte es sich um ein vollwertiges Länderspiel, das an einem Nachmittag unter der Woche 50.000 Zuschauer in den Cardiff Arms Park lockte. Das letzte Spiel fand gegen die Barbarians statt, die alle Stürmer einsetzten, die zuvor bei den Test Matches der British Lions in Südafrika gespielt hatten. Die Barbarians rangen den Gästen ein Unentschieden auf und verhinderten so, dass diese alle acht Spiele der Tour gewinnen konnten.

## Spielplan
- Hintergrundfarbe grün = Sieg
- Hintergrundfarbe gelb = Unentschieden

(Test Matches sind grau unterlegt; Ergebnisse aus der Sicht Neuseelands)
| #  | Datum             | Gegner                      | Ort      | Stadion            | Ergebnis |
| -- | ----------------- | --------------------------- | -------- | ------------------ | -------- |
| 01 | 06. November 1974 | Combined Irish Universities | Cork     | Mardyke Ground     | 10:3     |
| 02 | 09. November 1974 | Munster Rugby               | Limerick | Thomond Park       | 14:4     |
| 03 | 13. November 1974 | Leinster Rugby              | Dublin   | Lansdowne Road     | 8:3      |
| 04 | 16. November 1974 | Ulster Rugby                | Belfast  | Ravenhill Stadium  | 30:15    |
| 05 | 20. November 1974 | Connacht Rugby              | Galway   | Galway Showground  | 25:3     |
| 06 | 23. November 1974 | Irland                      | Dublin   | Lansdowne Road     | 15:6     |
| 07 | 27. November 1974 | Wales XV                    | Cardiff  | Cardiff Arms Park  | 12:3     |
| 08 | 30. November 1974 | Barbarians                  | London   | Twickenham Stadium | 13:13    |

## Test Match
| 23. November 1974 | Irland                 | 6 : 15        | Neuseeland                                               | Lansdowne Road, Dublin Zuschauer: 35.000 Schiedsrichter: R. F. Johnson (England) |
| 23. November 1974 | Straftritte: Ensor (2) | (3:9) Bericht | Versuche: Karam Erhöhungen: Karam Straftritte: Karam (3) | Lansdowne Road, Dublin Zuschauer: 35.000 Schiedsrichter: R. F. Johnson (England) |

Aufstellungen:
- Irland: James Crowe, Anthony Ensor, Tom Grace, Moss Keane, Kenneth Kennedy, Sean Lynch, Willie John McBride , Stewart McKinney, Raymond McLoughlin, Richard Milliken, John Moloney, Terry Moore, Padraic Parfrey, Michael Quinn, Fergus Slattery
- Neuseeland: Grant Batty, Sid Going, Kent Lambert, Joe Karam, Ian Kirkpatrick, Hamish Macdonald, Joe Morgan, Andy Leslie , Tane Norton, Bruce Robertson, Duncan Robertson, Ken Stewart, Kerry Tanner, Bryan Williams, Peter Whiting